# فهرست جانوران منقرض‌شده
فهرست‌های زیر دربرگیرندهٔ نام گونه‌های منقرض‌شده در مناطق گوناگون جهان هستند:

## آمریکای شمالی
- فهرست جانوران منقرض‌شده آمریکای شمالی

## آمریکای جنوبی
- فهرست جانوران منقرض‌شده آمریکای جنوبی

## اروپا
- فهرست جانوران منقرض شده اروپا

## آسیا
- فهرست جانوران منقرض‌شده آسیا

## اقیانوسیه
- فهرست جانوران منقرض‌شده اقیانوسیه

## آفریقا
- فهرست جانوران منقرض‌شده آفریقا